# Línea 14 (TUC Pamplona)
| 14 | Udaletxea ↔ Arrotxapea — Artika Ayuntamiento ↔ Rochapea — Artica |

La línea 14 del Transporte Urbano Comarcal de Pamplona (EHG/TUC) es una línea de autobús urbano que conecta los barrios de Casco Antiguo y Rochapea y, además, da servicio a la localidad de Artica.
A lo largo de su recorrido conecta lugares importantes como el Ayuntamiento de Pamplona, el Museo de Navarra, la Catedral de Pamplona, el Palacio de los Reyes de Navarra, el Archivo Real y General de Navarra, la Plaza del Castillo, las Murallas de Pamplona y el Portal de Francia.

## Historia
La línea abrió como consecuencia de la unificación y expansión del Transporte Urbano Comarcal en el año 1999. Unía entonces Merindades con Artica a través de Rochapea.

## Explotación

### Frecuencias
La línea está operativa todos los días del año. Estas son las frecuencias:
- Laborables: 30' (de 06:40 a 22:20)
- Sábados: 30' (de 06:40 a 22:20)
- Domingos y festivos: 30' (de 06:40 a 22:20)

### Recorrido
Todos los autobuses realizan todo el recorrido.

## Paradas
|  | Parada                                   | Parada | Parada | Parada | Parada                                        | Municipio | Correspondencia |  |
|  | ---------------------------------------- | ------ | ------ | ------ | --------------------------------------------- | --------- | --------------- |  |
|  | Calle Mercado (Plaza Santiago)           |        | ■      |        | Merkatuko Kalea (Donejakue Plaza)             | Pamplona  |                 |  |
|  | Calle Río Arga (Calle Bernardino Tirapu) |        | ■      |        | Arga Ibaiaren Kalea (Bernardino Tirapu Kalea) | Pamplona  | 6               |  |
|  | Calle Río Arga (Plaza Pompeyo)           |        | ■      |        | Arga Ibaiaren Kalea (Ponpeio Plaza)           | Pamplona  | 6               |  |
|  | Calle Artica (Calle Errotazar)           |        | ■      |        | Artika Kalea (Errotazahar Kalea)              | Pamplona  |                 |  |
|  | Calle Artica (frente nº7)                |        | ■      |        | Artika Kalea (7aren parean)                   | Pamplona  |                 |  |
|  | Calle Artica nº18                        |        | ■      |        | Artika Kalea 18                               | Pamplona  | 3 7 21          |  |
|  | Calle Artica nº32                        |        | ■      |        | Artika Kalea 32                               | Pamplona  |                 |  |
|  | Plaza Julio Caro Baroja                  |        | ■      |        | Julio Caro Baroja Plaza                       | Pamplona  |                 |  |
|  | Calle de la Fuente nº4                   |        | •      |        | Iturriko Kalea 4                              | Artica    |                 |  |
|  |                                          |        |        |        |                                               |           |                 |  |
|  | Calle de la Fuente nº4                   |        | •      |        | Iturriko Kalea 4                              | Artica    |                 |  |
|  | Carretera Artica (frente nº2 BIS)        |        | •      |        | Artikako Errepidea (2 BISaren parean)         | Artica    |                 |  |
|  | Plaza Julio Caro Baroja                  |        | ■      |        | Julio Caro Baroja Plaza                       | Pamplona  |                 |  |
|  | Calle Artica (frente nº16)               |        | ■      |        | Artika Kalea (16aren parean)                  | Pamplona  | 3 7 21          |  |
|  | Calle Artica (Centro de Salud)           |        | ■      |        | Artika Kalea (Osasunextea)                    | Pamplona  |                 |  |
|  | Calle Artica (Calle Errotazar)           |        | ■      |        | Artika Kalea (Errotazahar Kalea)              | Pamplona  |                 |  |
|  | Calle Río Arga (Plaza Pompeyo)           |        | ■      |        | Arga Ibaiaren Kalea (Ponpeio Plaza)           | Pamplona  | 6               |  |
|  | Calle Río Arga (Calle Bernardino Tirapu) |        | ■      |        | Arga Ibaiaren Kalea (Bernardino Tirapu Kalea) | Pamplona  | 6               |  |
|  | Calle Mercado (Plaza Santiago)           |        | ■      |        | Merkatuko Kalea (Donejakue Plaza)             | Pamplona  |                 |  |

## Tráfico
| Año  | Pasajeros | Variación |
| ---- | --------- | --------- |
| 2018 | 168 890   | ▲ 1,1%    |
| 2019 | 170 746   | ▲ 1,1%    |

## Futuro
No se prevén nuevas extensiones o modificaciones del servicio por ahora.